# (188588) 2005 NP29
(188588) 2005 NP29 — астероїд головного поясу, відкритий 8 липня 2005 року.
Тіссеранів параметр щодо Юпітера — 3,514.